# Tomislav Mikulic
Tomislav Mikulic, född 12 oktober 1972, är en svensk före detta fotbollsspelare (anfallare), som bland annat spelade med Gais i Allsvenskan 2000.

## Biografi
Mikulics moderklubb är Örgryte IS. Han spelade även i Ytterby IS innan han 1997 värvades till Gais, som just hade trillat ner i division II. Han vann 1997 klubbens interna skytteliga med 10 mål på 21 matcher, men Gais lyckades inte ta sig upp till division I igen förrän säsongen därpå, då Mikulic gjorde 4 mål på 14 matcher. Säsongen 1999 var han med att ta upp Gais i Allsvenskan, och tilldelades den allra första Herbert Lundgren-trofén av supporterklubben Gårdakvarnen. Väl i Allsvenskan spelade han bara 10 matcher (0 mål) när Gais blev relegerade efter bara ett år i högsta serien. Han flyttade därefter till Larvik Fotball i norska tredjedivisionen.
Mikulic har även spelat för KF Velebit.